# Дерево Пифагора
Де́рево Пифаго́ра — разновидность фрактала, основанная на фигуре, известной как «Пифагоровы штаны».

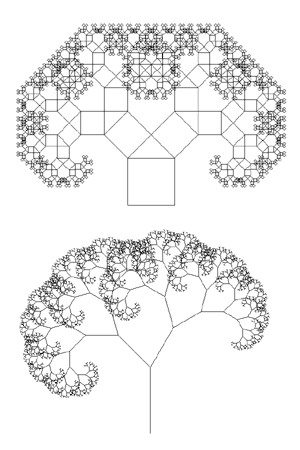
Сверху — классическое дерево Пифагора, снизу — обнаженное обдуваемое ветром дерево Пифагора

## История
Пифагор, доказывая свою знаменитую теорему, построил фигуру, где на сторонах прямоугольного треугольника расположены квадраты. Впервые дерево Пифагора построил А. Е. Босман (1891—1961) во время Второй мировой войны, используя обычную чертёжную линейку.

## Особенности
Одним из свойств дерева Пифагора является то, что если площадь первого квадрата равна единице, то на каждом уровне сумма площадей квадратов тоже будет равна единице.
Если в классическом дереве Пифагора угол равен 45 градусам, то также можно построить и обобщённое дерево Пифагора при использовании других углов. Такое дерево часто называют обдуваемое ветром дерево Пифагора. Если изображать только отрезки, соединяющие каким-либо образом выбранные «центры» треугольников, то получается обнаженное дерево Пифагора.

## Примеры

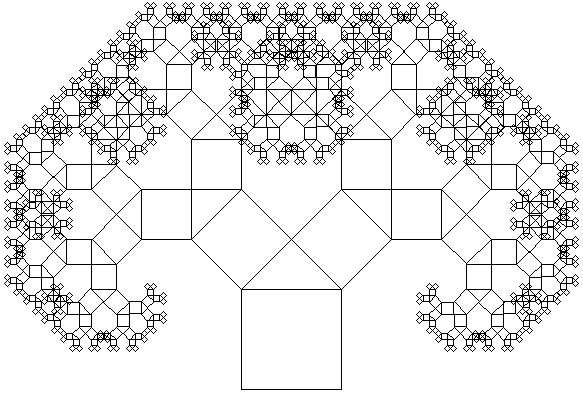
Классическое дерево Пифагора
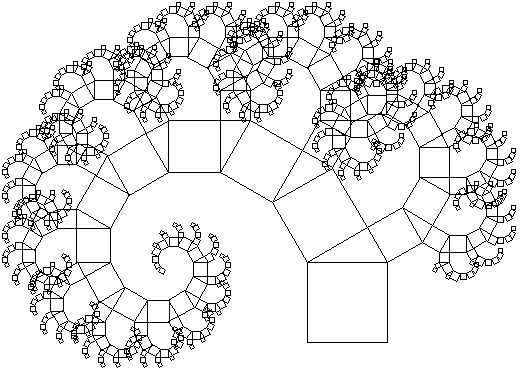
Обдуваемое ветром дерево Пифагора
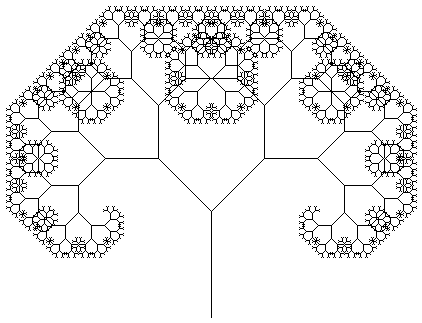
Обнаженное дерево Пифагора
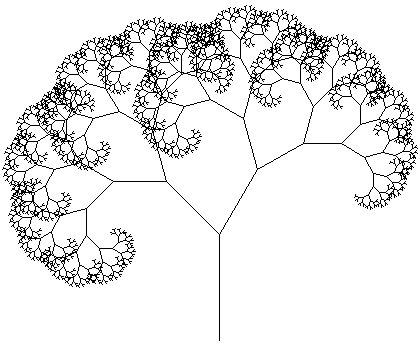
Обнаженное обдуваемое ветром дерево Пифагора